# Robert Strutt
Robert John Strutt (28 sierpnia 1875 w Terling Place w Esseksie - 13 grudnia 1947) – brytyjski arystokrata i profesor fizyki, najstarszy syn słynnego fizyka i laureata Nagrody Nobla Johna Strutta, 3. barona Rayleigh i Evelyn Balfour, córki Jamesa Maitlanda Balfoura.

## Życiorys
Robert poszedł w ślady swojego ojca i poświęcił się karierze naukowej. W latach 1908–1919 wykładał fizykę na Imperial College w Londynie, później był profesorem na tamtejszym Uniwersytecie. Od 1905 r. był członkiem Towarzystwa Królewskiego. Został odznaczony medalem Rumforda. W swoich pracach zajmował się głównie radioaktywnością. Napisał również biografie sławnych fizyków - swojego ojca i sir Josepha Thomsona. Po śmierci ojca w 1919 r. odziedziczył tytuł barona Rayleigh wraz z prawem do zasiadania w Izbie Lordów.
6 lipca 1905 r. poślubił lady Mary Hildę Clements (1875 - 7 kwietnia 1919), córkę Roberta Clementsa, 4. hrabiego Leitrim, i lady Winifred Coke, córki 2. hrabiego Leicester. Robert i Mary mieli razem trzech synów i dwie córki:
- Violet Blanche Strutt (21 lipca 1906 - 11 maja 1910)
- John Arthur Strutt (12 kwietnia 1908–1988), 5. baron Rayleigh
- Charles Richard Strutt (25 maja 1910 - przed 1988), ożenił się z Jean Davidson, miał dzieci (m.in. 6. barona Rayleigh)
- Daphne Strutt (ur. 5 listopada 1911), żona Johna Lyon-Dalberg-Actona, 3. barona Acton, miała dzieci
- Hedley Vicars Strutt (ur. 19 lutego 1915)

8 lipca 1920 r. poślubił Kathleen Alice Coppin-Straker, córkę Johna Coppin-Strakera. Robert i Kathleen mieli razem jednego syna:
- Guy Robert Strutt (ur. 16 kwietnia 1921)

Na cześć lorda Rayleigha nazwano jednostkę miary strumienia świetlenego używaną do opisywania zjawisk atmosferycznych takich jak np. zorze polarne; oraz jednostkę pozornej odporności akustycznej.